# Wendy Davis (Schauspielerin)

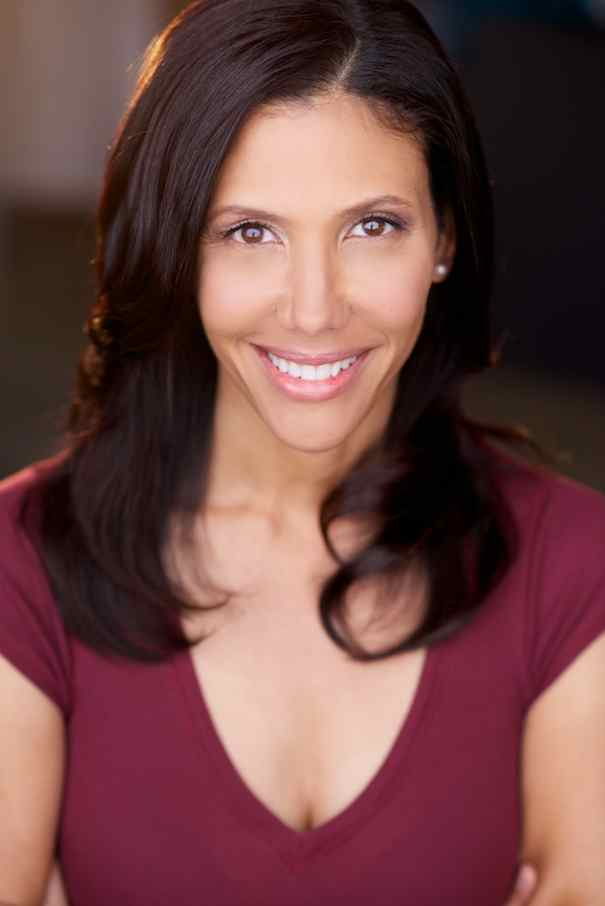
Wendy Davis im Mai 2013

Wendy Davis (* 30. Juni 1966 in Baltimore, Maryland) ist eine US-amerikanische Schauspielerin.

## Leben und Karriere
Wendy Davis wuchs in Joppatowne, einer kleinen Stadt nahe Baltimore, auf. Sie besuchte die dortige Joppatowne High School. Ihr Studium schloss sie in Theater an der Howard University ab.
Einen ihrer ersten Fernsehauftritte hatte Davis 1991 in sieben Folgen der Serie The New WKRP in Cincinnati. Seitdem folgten Auftritte in High Incident – Die Cops von El Camino, Angel – Jäger der Finsternis, Cold Case – Kein Opfer ist je vergessen, Grey’s Anatomy und Welcome, Mrs. President. Des Weiteren war sie 2012 in fünf Folgen von Scandal zu Gast. Wendy Davis gehörte von 2007 bis 2013 zur Hauptbesetzung der Serie Army Wives. Dort verkörperte sie 117 Folgen lang die Rolle der Joan Burton.
Wendy Davis war mit Jacobi Wynne verheiratet, mit dem sie eine Tochter hat. Aktuell lebt sie mit dieser in Charleston.

## Filmografie (Auswahl)
- 1980: Powder Heads

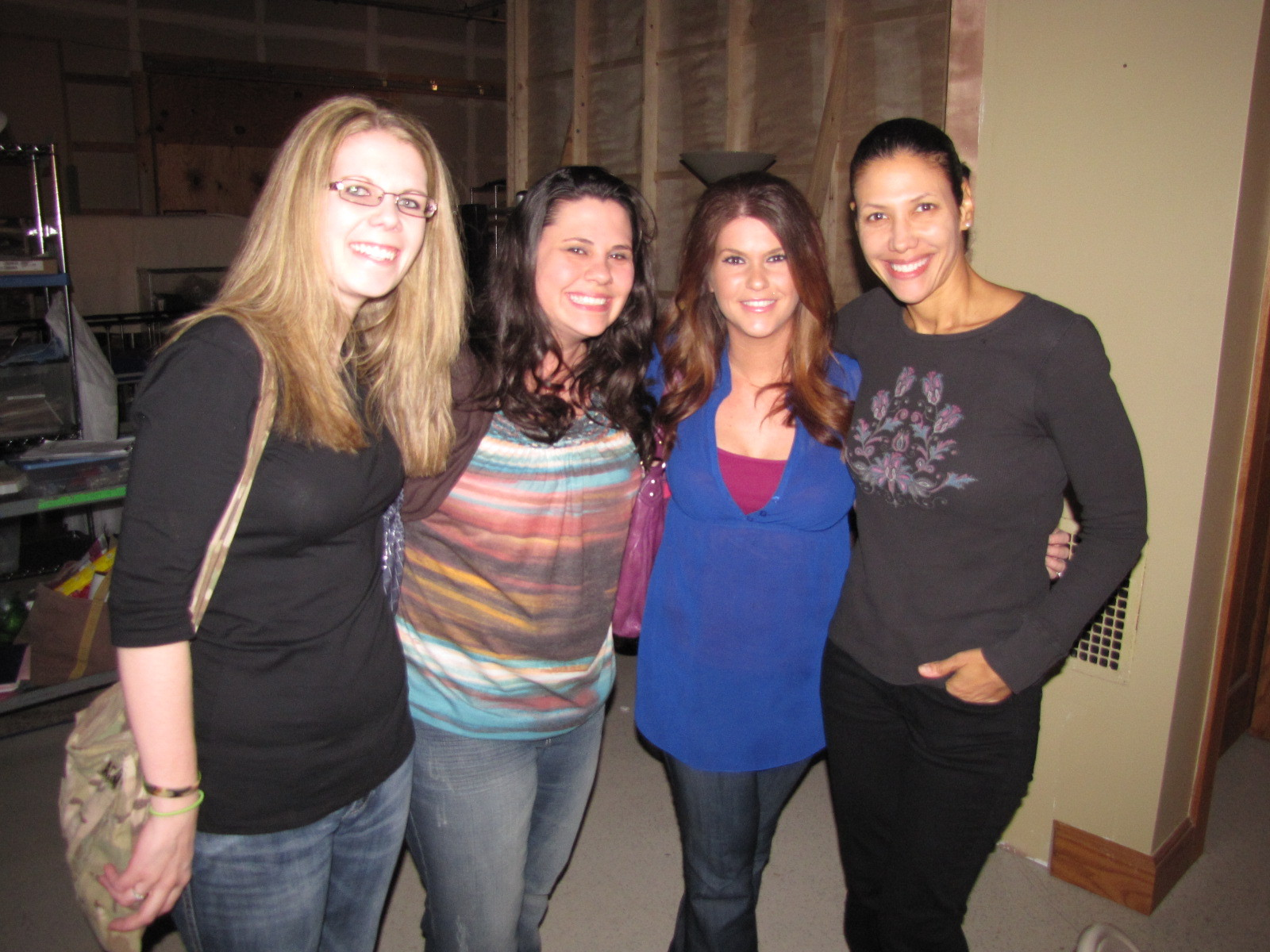
Wendy Davis (rechts) mit Fans am Set von Army Wives

- 1991: The New WKRP in Cincinnati (Fernsehserie, 7 Folgen)
- 1993: Martin (Fernsehserie, Folge 2x05)
- 1993: Ein Vater für Zwei (The Sinbad Show, Fernsehserie, Folge 1x04)
- 1994: Mit Herz und Scherz (Coach, Fernsehserie, Folge 6x17)
- 1995: Return to Two Moon Junction
- 1996–1997: High Incident – Die Cops von El Camino (High Incident, Fernsehserie, 24 Folgen)
- 1997: Die Prachtexemplare (Between Brothers, Fernsehserie, Folge 1x06)
- 1998: Smart Guy (Fernsehserie, Folge 3x06)
- 2002: Angel – Jäger der Finsternis (Angel, Fernsehserie, Folge 3x15)
- 2002: Mother Ghost
- 2002: Wettlauf mit dem weißen Tod (Trapped: Buried Alive, Fernsehfilm)
- 2005: Cold Case – Kein Opfer ist je vergessen (Cold Case, Fernsehserie, Folge 2x18)
- 2005: Grey’s Anatomy (Fernsehserie, Folge 1x09)
- 2006: Welcome, Mrs. President (Commander in Chief, Fernsehserie, Folge 1x18)
- 2007–2013: Army Wives (Fernsehserie, 117 Folgen)
- 2012–2013: Scandal (Fernsehserie, 5 Folgen)
- 2014: Castle (Fernsehserie, Folge 6x11)
- 2014: Criminal Minds (Fernsehserie, Folge 9x15)
- 2016: I Know Where Lizzie Is
- 2017: Sweet/Vicious (Fernsehserie, 2 Folgen)
- 2018: Designated Survivor (Fernsehserie, Folge 2x12)
- 2018: Encounter
- 2018: American Nightmares (Mr. Malevolent)
- 2018: Love Is_ (Fernsehserie, 10 Folgen)
- 2020: Star Trek: Picard (Fernsehserie, 1 Folge)
- 2020: Bull (Fernsehserie, 1 Folge)
- 2022–2023: Bel-Air (Fernsehserie, 3 Folgen)